# Mistrzostwa Świata w Kolarstwie Torowym 1924
27. Mistrzostwa Świata w Kolarstwie Torowym 1924 odbyły się w stolicy Francji – Paryżu. Rozegrano trzy konkurencje: sprint zawodowców i amatorów oraz wyścig ze startu zatrzymanego zawodowców.

## Medaliści

### Mężczyźni
| Konkurencja                              | Złoto          | Srebro          | Brąz                |
| ---------------------------------------- | -------------- | --------------- | ------------------- |
| Sprint indywidualny amatorów             | Lucien Michard | Lucien Faucheux | Herbert Fuller      |
| Sprint indywidualny zawodowców           | Piet Moeskops  | Ernst Kaufmann  | Maurice Schilles    |
| Wyścig ze startu zatrzymanego zawodowców | Victor Linart  | Georges Sérès   | Leopoldo Torricelli |

## Klasyfikacja medalowa
| Miejsce | Państwo         |   |   |   | Razem |
| ------- | --------------- | - | - | - | ----- |
| 1.      | Francja         | 1 | 2 | 2 | 4     |
| 2.      | Belgia          | 1 | 0 | 0 | 1     |
|         | Holandia        | 1 | 0 | 0 | 1     |
| 4.      | Szwajcaria      | 0 | 1 | 0 | 1     |
| 5.      | Wielka Brytania | 0 | 0 | 1 | 1     |
|         | Włochy          | 0 | 0 | 1 | 1     |